# 山崎源三
山崎 源三（やまざき げんぞう、1935年3月13日 - ）は、日本の弁護士、オンブズマン。第一東京弁護士会会長や、日本弁護士連合会副会長、三鷹市総合オンブズマン等を務めた。

## 人物・経歴
1957年中央大学法学部法律学科卒業。1964年弁護士登録。1966年山崎源三法律事務所設立。1996年第一東京弁護士会会長、日本弁護士連合会副会長。1998年日本弁護士連合会弁護士推薦委員会委員長。2000年三鷹市総合オンブズマン。